# Sonja Wiesmann
Sonja Wiesmann (* 23. Februar 1966 in Müllheim TG; † 23. Januar 2025; heimatberechtigt in Uesslingen und Gottlieben; auch Sonja Wiesmann Schätzle) war eine Schweizer Politikerin (SP). Sie führte bis zu ihrem Tod als Regierungsrätin das Departement für Justiz und Sicherheit des Kantons Thurgau.

## Leben
Sonja Wiesmann wuchs in der Arbeitersiedlung Grüneck auf, einem Webereidorf ausserhalb von Müllheim TG. Sie machte eine Lehre als Tiefbauzeichnerin und danach ein Studium als Tiefbautechnikerin. Von 1990 bis 2006 arbeitete sie in einem Frauenfelder Unternehmen als Bauführerin und nach einer Unterbrechung durch die Geburt ihrer Zwillingstöchter von 2007 bis 2009 in einem Zürcher Unternehmen als Kalkulatorin. Sie starb am 23. Januar 2025 im Alter von 58 Jahren an einer Lungenblutung. Wiesmann war geschieden und lebte in Wigoltingen.

## Politik
Von 2005 bis 2024 war sie Mitglied des Grossen Rats des Kantons Thurgau, ab 2015 als Präsidentin der SP-Fraktion. Zwischen 2009 und 2024 wirkte sie als Gemeindepräsidentin von Wigoltingen. Bei den Gesamterneuerungswahlen 2024 wurde sie als Nachfolgerin von Cornelia Komposch in den Thurgauer Regierungsrat gewählt. Von ihr übernahm sie am 1. Juni 2024 das Departement für Justiz und Sicherheit. Nach ihrem Tod wurde Ruth Faller Graf zu ihrer Nachfolgerin gewählt.